# Youth For Understanding
Youth For Understanding (YFU) ist ein Netzwerk von mehr als 50 gemeinnützigen Austauschorganisationen weltweit, deren Programme auf der Arbeit Ehrenamtlicher basieren. Untereinander richten die verschiedenen nationalen Organisationen bildungsorientierte Austauschprogramme für Jugendliche aus. Ein Schwerpunkt ihrer Arbeit liegt auf ein- und halbjährigen Gastfamilien- und Schulaufenthalten für Schüler im Alter von 15 bis 18 Jahren.

## Geschichte
YFU wurde 1951 durch Dr. Rachel Andresen gegründet, um die Brücken zwischen den Nationen nach dem Zweiten Weltkrieg wieder aufzubauen. 75 deutsche Jugendliche reisten damals in die USA und wurden dort von freiwilligen amerikanischen Familien aufgenommen.
YFU ist unter Andresen zu einer der größten gemeinnützigen Schüleraustauschorganisation weltweit gewachsen: Momentan existieren über 50 nationale YFU-Organisationen weltweit. Sie arbeiten rechtlich und organisatorisch selbständig. Ihre Kooperation basiert auf übereinstimmenden Zielsetzungen bei der Durchführung der Austauschprogramme, sowie auf gemeinsamen Qualitätsstandards, die innerhalb des Netzwerkes verabschiedet wurden und regelmäßig evaluiert werden.
Die Richtlinien für die Arbeit der nationalen Organisationen werden vom International Board beschlossen. Dieses Gremium, das regelmäßig tagt, besteht aus 10 Repräsentanten aus nationalen YFU-Organisationen unterschiedlicher Regionen.
Die Zusammenarbeit der YFU-Organisationen wird durch YFU International Educational Services mit Sitz in den USA sowie insbesondere durch das Global Office mit Sitz in Brüssel unterstützt. Das Global Office fungiert als Kommunikations- und Koordinationsstelle, kümmert sich also zum Beispiel um die Organisation der regelmäßig stattfindenden Internationalen Konferenz. Außerdem unterstützt das Global Office die Arbeit des International Board, die Weiterentwicklung von bestehenden nationalen Organisationen und den Aufbau neuer Länderprogramme.

## European Educational Exchanges – Youth for Understanding
European Educational Exchanges - Youth For Understanding (EEE YFU) ist ein Dachverband europäischer YFU-Organisationen mit Sitz in Brüssel. Außerdem sind die asiatischen Organisationen aus Georgien und der Türkei Teil von EEE YFU.  Die Organisation ist Mitglied im European Youth Forum, wo Ehrenamtliche (Pool of Representatives) der einzelnen europäischen YFU Länder der Organisation auf europäischer Ebene Lobbyismus betreiben. YFU EEE ist verantwortlich für den Wissensaustausch unter den einzelnen Organisationen auf Länderebene. Hierfür wird das Europäische Trainer Netzwerk eingesetzt. YFU EEE ist ständiger Mitorganisator (seit 2015 Hauptorganisator) mit zwei Länderorganisationen des Young European Seminar (YES). Das YES ist ein jährlich mehrtägiges Treffen der europäischen Austauschschüler am Ende ihres Austauschjahres am Werbellinsee. Es findet in der Europäische Jugenderholungs- und Begegnungsstätte Werbellinsee statt. Jugend in Aktion und die European Youth Foundation sind die finanziellen Hauptunterstützer von YFU EEE.

## Österreich
Der Verein YFU Austria mit Sitz in Wien wurde 2005 gegründet. Infotreffs finden regelmäßig in Wien, Linz, Salzburg, Graz und Innsbruck statt.

## Schweiz
YFU Schweiz wurde 1962 gegründet und hat seinen Sitz in Bern.
Die Organisation zählt zu den acht Mitgliedern der Schweizer Dachorganisation nicht-kommerzieller Anbieter für Jugendaustausch Intermundo und trägt das ZEWO-Gütesiegel.
YFU Schweiz operiert in der gesamten Schweiz. Jugendliche, die in die Schweiz kommen, müssen sich zwischen einem Aufenthalt im französisch- oder deutschsprachigen Teil der Schweiz entscheiden.

## Deutschland

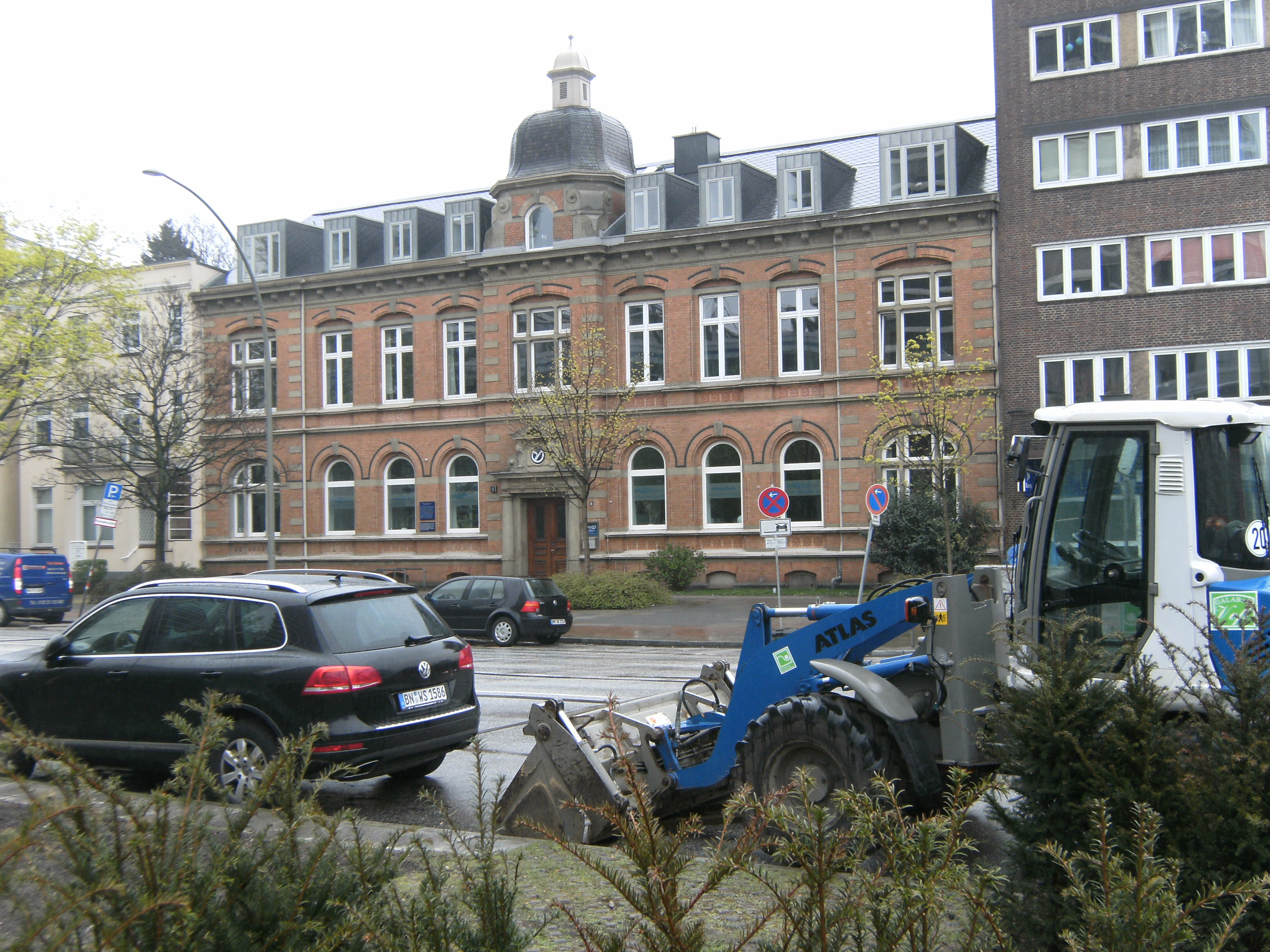
Ehemalige Polizeiwache Oberaltenallee. Heute Sitz von Youth For Understanding.

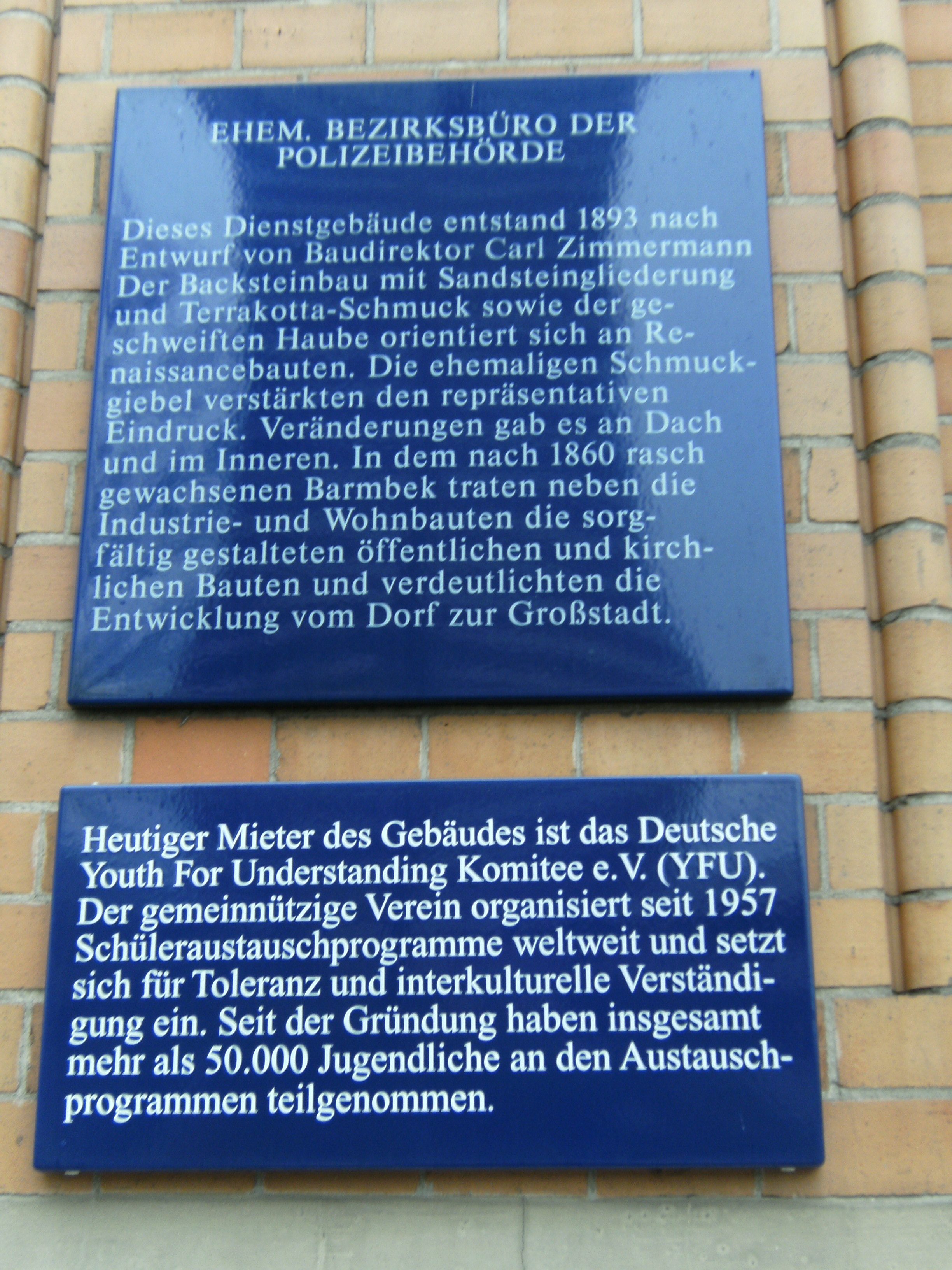
Geschäftsstelle des Deutschen Youth for understanding Komitees e. V. in der Oberaltenallee. Tafel zur Geschichte des Gebäudes.

Das Deutsche Youth For Understanding Komitee e. V. (YFU Deutschland) ist Teil des internationalen YFU-Netzwerkes und in Deutschland Gründungsmitglied des Arbeitskreises gemeinnütziger Jugendaustauschorganisationen (AJA). Seit der Gründung von YFU im Jahr 1957 haben rund 60.000 Jugendliche an den Austauschprogrammen teilgenommen. YFU Deutschland ist eine gemeinnützige Organisation und als Träger der freien Jugendhilfe anerkannt. Die Geschäftsstelle befindet sich in der ehemaligen Polizeiwache in der Oberaltenallee 6 in Hamburg.

### Geschichte
YFU Deutschland wurde am 28. Juli 1957 in Barsbüttel bei Hamburg von 36 Schülern gegründet, die mit einem Programm der US-Regierung ein Schuljahr im US-Staat Michigan verbracht hatten. Das Programm „Urban und Rural Teenage Exchange“ war von der amerikanischen Hohen Kommission in Deutschland (HICOG) organisiert worden. Es war Teil der „Umerziehungsprogramme“, die die US-Bundesregierung nach Ende des Zweiten Weltkrieges im Zuge des Wiederaufbaus und der Demokratisierung Deutschlands initiierte. Während ihres Austauschjahres in den USA waren diese Jugendlichen vom „Michigan Council of Churches“ (ohne religiöse Bindung) und von Kiwanis International betreut worden.
Als 1956 die Gelder für das Programm gestrichen wurden, beschlossen die ehemaligen Teilnehmer, den Schüleraustausch in eigener Regie fortzusetzen. Sie gründeten das „Youth for Understanding Committee“ mit dem damals 20-jährigen Vorsitzenden Ulrich Zahlten. Binnen weniger Monate entstand daraus das Deutsche Youth for Understanding Komitee e. V., das schon 1958/59 achtzig Jugendliche aus Deutschland auswählte und auf ihr Austauschjahr in den USA vorbereitete. Aus dem Michigan Council of Churches entstand als Partnerorganisation YFU USA.
Im Laufe der Jahre ist das YFU-Netzwerk kontinuierlich gewachsen und es wurden zahlreiche weitere Austauschprogramme mit anderen Ländern entwickelt.

### Struktur
In Deutschland setzen sich über 4.000 Ehrenamtliche für die Programme von YFU ein. Die meisten von ihnen sind selbst mit YFU im Ausland gewesen oder haben als Gastfamilie einen Schüler aufgenommen. Die Ehrenamtlichen engagieren sich zum Beispiel in den Bereichen Auswahl, Vorbereitung und Betreuung der Austauschschüler und Gastfamilien.
Sie sind in 12 Landesgruppen organisiert. Jeder Landesgruppe steht ein gewählter, ehrenamtlicher Landesgruppenvorstand vor. Geführt wird YFU von einem fünfköpfigen Vereinsvorstand.
Mitglieder des Vorstands sind: Rita Stegen (Vorsitzende), Lisa Küchenhoff (stellvertretende Vorsitzende), Simon Born (Schatzmeister), Julika Bake und Henrik Greve.
Rund 60 hauptamtliche Mitarbeiter koordinieren von der Hamburger Geschäftsstelle aus den Einsatz der Ehrenamtlichen und schaffen den professionellen Rahmen der YFU-Austauschprogramme.

### Ziele
Mit seinen Austauschprogrammen möchte YFU Deutschland interkulturelle Bildung und Toleranz fördern. Auszüge aus dem Leitbild des Vereins:

„Wir engagieren uns für eine Welt, in der Menschen über kulturelle Grenzen hinweg Verständigung und Wertschätzung für andere Kulturen wie für die eigene gewinnen. […] Das dauerhaft friedliche Zusammenleben der Völker dieser Welt kann nur durch eine friedliche Lösung von Konflikten erreicht und gesichert werden. Wir sind der festen Überzeugung, dass das Verständnis für andere Kulturen eine wichtige Voraussetzung dafür ist.
Wir sind den Grundwerten einer offenen und demokratischen Gesellschaft verpflichtet. […]
Wir verstehen unsere Programme als Beitrag zur Völkerverständigung, um in der Erfahrung der Andersartigkeit ihr Bewusstsein für die eigene Kultur zu schärfen. […] Aus der bewussten Verarbeitung dieser speziellen Erfahrungen erwächst ein tief gehendes Verständnis für die fremde Kultur und eine grundsätzliche Fähigkeit zur interkulturellen Kommunikation.“

### Das Entsendeprogramm
Jährlich verbringen mit YFU etwa 1.000 Jugendliche aus Deutschland ein halbes oder ganzes Schuljahr im Ausland. Sie leben in einer Gastfamilie, besuchen eine örtliche Schule und haben so die Gelegenheit, den Alltag im Austauschland intensiv kennenzulernen. Sie werden vor Ort von ehrenamtlichen Mitarbeitern der jeweiligen Partnerorganisation betreut. Auch hauptamtliche Mitarbeiter stehen ihnen telefonisch zur Verfügung, in Notfällen auch rund um die Uhr.
2021 entsendet YFU Deutschland Jugendliche in folgende Zielländer:
- Europa: Aserbaidschan, Belgien, Bulgarien, Dänemark, Estland, Finnland, Frankreich, Großbritannien, Irland, Italien, Lettland, Litauen, Moldawien, Niederlande, Norwegen, Polen, Rumänien, Schweden, Schweiz, Spanien, Tschechien, Ungarn
- Asien: Volksrepublik China, Indien, Japan, Thailand
- Lateinamerika: Argentinien, Brasilien, Chile, Costa Rica, Ecuador, Mexiko, Paraguay, Uruguay
- Afrika: Südafrika
- Nordamerika und Ozeanien: Australien, Kanada, USA

### Das Aufnahmeprogramm
Jedes Jahr nimmt YFU ca. 600 Schüler aus rund 50 Ländern weltweit in Deutschland auf. Genau wie die Schüler im Entsendeprogramm werden auch diese Jugendlichen in Gastfamilien untergebracht und besuchen vor Ort mit Gleichaltrigen die Schule.
Die Austauschschüler werden ebenfalls von sowohl ehren- als auch hauptamtlichen Mitarbeitern von YFU Deutschland betreut.
YFU Deutschland nimmt zurzeit Jugendliche aus folgenden Ländern auf:
- Europa: Aserbaidschan, Belarus, Belgien, Bulgarien,  Dänemark, Estland, Finnland, Frankreich, Georgien, Italien, Lettland, Litauen, Moldawien, Niederlande, Norwegen, Polen, Rumänien, Russland, Schweden, Schweiz, Serbien, Slowakei, Spanien, Tschechien, Türkei, Ukraine, Ungarn
- Asien: Volksrepublik China, Indien, Indonesien, Japan, Jordanien, Kasachstan, Libanon, Mongolei, Südkorea, Thailand
- Lateinamerika: Argentinien, Brasilien, Chile, Costa Rica, Ecuador, Kolumbien, Mexiko, Paraguay, Uruguay, Venezuela
- Afrika: Ägypten, Ghana, Südafrika
- Nordamerika und Australien: Australien, Kanada, USA

### Weitere Programme
Neben den Jahres- und Halbjahresprogrammen gibt es eine Vielzahl weiterer Programme für Schüler, Abiturienten, Auszubildende, Lehrkräfte und Gastfamilien.

### Bildungsarbeit
YFU Deutschland legt Wert auf die Vorbereitung, Begleitung und Nachbereitung des Austauschs. Im Entsendeprogramm nehmen alle angehenden Austauschschüler an einem einwöchigen obligatorischen Vorbereitungsseminar teil. Ehemalige Programmteilnehmer bereiten sie dort auf mögliche interkulturelle Konfliktfelder vor und entwickeln mit den Jugendlichen Lösungsstrategien. Während des Austausches besuchen die Schüler im Gastland unterschiedliche Begleitseminare der jeweiligen Partnerorganisation. Nach der Rückkehr bietet YFU Deutschland Nachbereitungstagungen an, auf denen die Teilnehmer das Erlebte und mögliche Probleme bei der Rückkehr im Heimatland reflektieren können.
Auch die Schüler, die mit dem YFU-Aufnahmeprogramm nach Deutschland kommen, haben in ihren Heimatländern vorbereitende Seminare besucht. Nach ihrer Ankunft in Deutschland nehmen sie – je nach Sprachkenntnissen – zunächst an einem dreiwöchigen Orientierungs- und Sprachkurs oder einer einwöchigen Orientierungswoche teil. Zur Hälfte des Austauschjahres organisiert YFU die so genannten „Mittelseminare“, auf denen der Prozess des interkulturellen Lernens bewusst gemacht und vertieft wird und auf denen die Schüler sich über die Erlebnisse der vergangenen Monate austauschen können. Auf den „Re-Entry-Seminaren“ kurz vor der Rückkehr werden sie dann auf die Wiedereingliederung in ihre Heimatländer vorbereitet.
Europäische Jugendliche, die ihr Austauschjahr in einem anderen europäischen Land verbracht haben, können am Ende ihres Austauschjahres am „Young Europeans’ Seminar“ (YES) teilnehmen, auf dem sie gemeinsam aktuelle europäische Themen bearbeiten.
Auch abseits der eigentlichen Austauschprogramme bietet YFU Deutschland weitere Seminare und Workshops zur interkulturellen Bildung an. So unterstützt der Verein seit 2001 finanziell und organisatorisch das Tochterprojekt „Colored Glasses“, bei dem ehrenamtliche Mitarbeiter Toleranzworkshops für Jugendliche durchführen. Ziel des Workshops ist die „bewusste und aktive Auseinandersetzung mit grundsätzlichen Wertvorstellungen unserer Gesellschaft“ sowie die Förderung von Respekt und Toleranz. Inzwischen werden "Colored-Glasses"-Workshops auch in anderen Ländern durchgeführt, darunter die Niederlande, Schweden, Flandern, Finnland, Kanada und Bulgarien.

### Stipendienprogramme
Wer sich den Kostenbeitrag für ein Austauschprogramm nicht leisten kann, hat die Möglichkeit, bei YFU ein Voll- oder Teilstipendium zu beantragen. Aus einem eigenen Stipendienfonds sowie Drittmitteln von Privatspendern, Stiftungen, Unternehmen und öffentlichen Förderern vergibt YFU Deutschland jährlich rund 300 Stipendien im Gesamtwert von über einer Million Euro.
Aus dem eigenen Stipendienfonds, in den auch ein Teil der Programmbeiträge fließt, finanziert YFU Deutschland Teilstipendien für alle Programmländer sowie Vollstipendien für ein Austauschjahr in Osteuropa. Hinzu kommen verschiedene Stipendienprogramme der Kooperationspartner, die z. B. auf unterschiedliche Zielländer oder bestimmte Herkunftsregionen der Schüler zugeschnitten sind.
Um mehr Jugendlichen mit Migrationshintergrund ein Austauschjahr zu ermöglichen, vergibt YFU Deutschland aus dem 2008 gegründeten „Fonds für Vielfalt“ regelmäßig Teilstipendien an nicht-deutschstämmige Schüler.
YFU Deutschland ist außerdem am „Parlamentarischen Patenschafts-Programm“ (PPP) beteiligt. Das PPP ist ein Stipendienprogramm, das 1983 vom Deutschen Bundestag und dem US-Kongress ins Leben gerufen wurde.

### Qualitätskriterien
Um die Qualität seiner Austauschprogramme zu sichern, setzte der Verein sich Qualitätsziele.
Gleichzeitig unterliegt YFU Deutschland den internationalen Qualitätskriterien, auf die sich alle Partner des weltweiten YFU-Netzwerkes zur Sicherung gleicher Standards geeinigt haben, sowie den Qualitätskriterien des Arbeitskreises gemeinnütziger Jugendaustauschorganisationen (AJA). Mit Artikeln zur Qualität in Schüleraustauschprogrammen in mehreren Publikationen hat YFU Deutschland die Diskussion um dieses Thema auch öffentlich vorangetrieben.

## Weltweit

### Nordamerika
In den USA befindet sich die älteste Organisation im internationalen Netzwerk, allerdings arbeitet YFU seit Jahren auch mit anderen Partnern in den USA zusammen. In Kanada gibt es keine eigenständige YFU-Organisation mehr. Stattdessen kooperiert das Netzwerk mit verschiedenen Partnerorganisationen, die ähnliche hohe Qualitätsstandards ansetzen wie YFU.

### Lateinamerika

#### Geschichte
Seit den 1970er Jahren betreibt die Organisation Austausch in Lateinamerika. Der jüdische Arzt Eric Simon flüchtete 1933 vor dem Naziregime aus Deutschland. Er gründete später YFU Uruguay und unterstützte die Gründung weiterer YFU-Organisationen in der Region. Nach ihm wurde später das Eric Simon Stipendium benannt, welches finanziell benachteiligten Schülern aus Lateinamerika seit Ende der 80er Jahre einen Austausch nach Deutschland ermöglicht.

#### Heute
Die Zahl der Programmteilnehmer hat sich auf einige hundert Schüler erhöht.
Heute existieren mit Mexiko, Kolumbien, Ecuador, Venezuela, Chile, Brasilien, Paraguay, Argentinien und Uruguay neun selbstständige Organisationen in dieser Region. Es existiert auch eine Dachorganisation. Die Asociación Latinoamericana (ALA) hat keine angestellten Mitarbeiter, sondern ist eine interne Plattform der einzelnen Mitgliedsorganisation. In Costa Rica arbeitet der Deutsche Verein mit dem Costa Rica-Austausch-Service zusammen.

### Afrika und Naher Osten
In Afrika gibt es insgesamt drei Partnerorganisationen in Ghana, Liberia und Südafrika.
Auf der Internationalen Konferenz 2017 in Kapstadt hat das internationale Netzwerk beschlossen, afrikanische YFU Organisationen in den nächsten Jahren gründen zu wollen.
YFU Deutschland arbeitet in Jordanien, Ägypten und dem Libanon mit verschiedenen Akteuren der Zivilgesellschaft zusammen. Daher verbringen vereinzelt Austauschschüler aus diesen Staaten ein Austauschjahr in Deutschland.

### Asien
In Asien existieren 13 eigenständige YFU-Organisationen. Diese befinden sich in Aserbaidschan, China, Georgien, Indien, Indonesien, Japan, Kasachstan, der Mongolei, den Philippinen, Südkorea, Thailand, der Türkei und Vietnam.

### Ozeanien
YFU Neuseeland wurde 1985 von Freiwilligen gegründet, die australische Partnerorganisation bereits 1977.